# Дума про самарських братів
«Дума про Самарських братів» — українська кобзарська дума.

## Музика
Від миргородського кобзаря Михайла Кравченка (1858—1917) Ф. Колесса записав мелодії цієї думи в 1910 р. Гнат Хоткевич писав «Про смерть братів біля річки Самарки», що він використовував мелодію, яку Ф. Колесса раніше записав від кобзаря М. Кравченка.

## Виконавці

### Кобзарі
- М. Кравченко,
- Єгор Мовчан,

### Бандуристи
- Г. Хоткевич,
- Федір Жарко,
- Георгій Ткаченко,

### Лірники
- Іван Скубій.